# Tapadismo

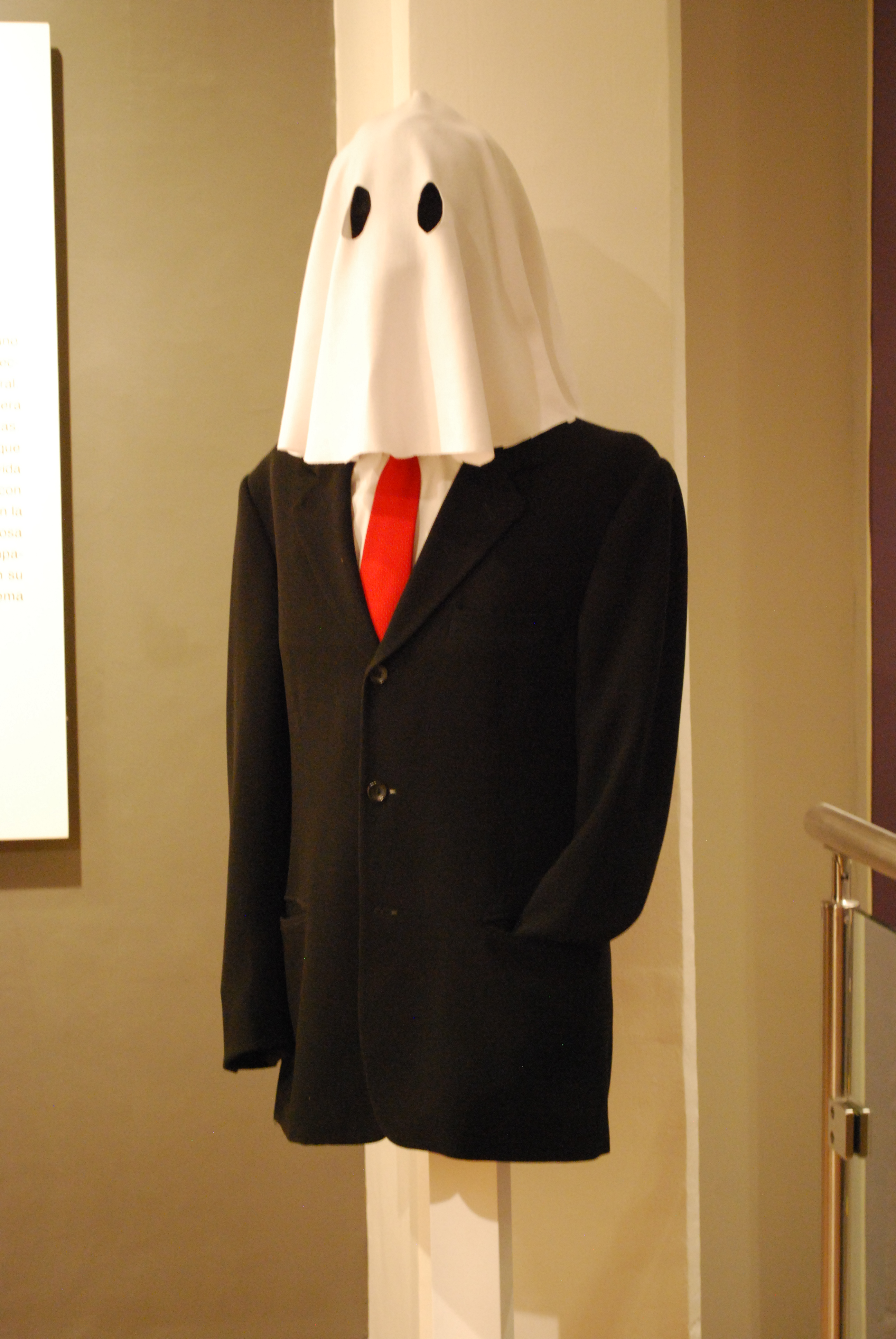
Representación del tapado, a partir del personaje creado por el caricaturista Abel Quezada en 1956.

En política mexicana, el tapadismo es un término que se utiliza para describir la característica discreción en la selección del candidato presidencial del Partido Revolucionario Institucional (PRI), que gobernó, junto con sus antecesores el Partido Nacional Revolucionario (PNR) y el Partido de la Revolución Mexicana (PRM), ininterrumpidamente el país desde 1929 hasta el 2000.
Russell (2010) apunta que entre 1954 y 1994 «hubo relativamente pocos cambios en la selección del candidato del PRI». Los aspirantes hacían apariciones públicas antes de que el presidente en turno seleccionara al que sería el candidato priista —dedazo—. Posteriormente, un «funcionario de confianza» anunciaría la decisión —destape—. A partir de ese momento, el partido apoyaría al elegido —destapado— , incluso los rivales, de quienes se esperaba que «afirmaran que el presidente había escogido al mejor hombre para el trabajo». De no hacerlo, perderían el favor del PRI y la posibilidad de un puesto en la siguiente administración.

## Historia
Para Reyes Galicia, el presidencialismo de la posrevolución «perfiló la nueva forma de elegir candidatos» y terminó «con uno de los conflictos principales», la definición del sucesor del presidente. En este sentido, Meyer considera esta una de las prerrogativas «metaconstitucionales» con las que contaban los gobernantes mexicanos. El producto final de esta situación fue la estabilidad, pues «creaba confianza en que la repartición de cuotas de poder alcanzaría prácticamente toda la clase política» y definia el «respeto a la no reelección» como una de sus «reglas de oro».
El primer caso surgió con Plutarco Elías Calles —y el Partido Nacional Revolucionario, que dio paso a un régimen «basado en la pacificación y displicina de los miembros de la clase política»—, que logró imponer a un candidato, Pascual Ortiz Rubio, «que, por carecer de poder propio, iba a depender de él». A partir de las elecciones presidenciales de 1940 se reveló el «significado real de la actividad electoral»; con la celebración de comicios regulares se evitaban conflictos por la falta de participación y con el uso de mecanismos comunes de las democracias occidentales el régimen mexicano conseguía «respetabilidad internacional». En la realidad, sin embargo, el sufragio representó en México para los gobernantes un mecanismo de control sobre sus gobernados. Por ello, según Loaeza, las elecciones eran «otra forma de intervención del sistema político en la sociedad».
Fernández Fernández indica que en 1957 quedó claro que el tapadismo era ya una política consolidada. En vista del «desgaste de la crítica y las impugnaciones» que sufrían las candidaturas prematuras, el presidente Adolfo Ruiz Cortines optó por retrasar su decisión y forzó a los interesados «a moverse con cautela, a recorrer las oficinas de todos los precandidatos y a participar en la 'cargada'», es decir, el expreso respaldo de políticos al candidato. En este sentido, la eventual selección de Adolfo López Mateos representó la vez primera «en que se vivió la aceptación unánime de todos los miembros del PRI». Con estos comicios se inauguró la «tradición de unanimidad» en este proceso, cuya eficiencia fue fundamental para la «estabilidad política del milagro mexicano» y otorgó al mandatario en curso la capacidad de «escoger a solas y sin turbulencias a su sucesor». En 1956, el caricaturista Abel Quezada creó su personaje «El Tapado», un hombre de traje y con la cabeza cubierta con un trapo blanco. Su primera aparición fue el 2 de diciembre de ese año en la Revista de Revistas y con el tiempo acabó por «caracterizar y caricaturizar la democracia mexicana en los tiempos del partido de Estado».

## Proceso
Adler de Lomnitz, Salazar Elena y Adler dividen el proceso de sucesión presidencial en varias etapas, que iniciaban con el «predestape», dos años antes de la decisión y a partir del cuarto informe de gobierno:
- «Predestape y competencia por la nominación»: el periodo estaba marcado por la incertidumbre y podían estar involucrados todos los miembros del gabinete presidencial sin impedimento constitucional. Posteriormente, algún miembro del PRI o del propio gabinete reducía informalmente la lista de potenciales candidatos a entre cuatro y seis. Lo anterior permitía al mandatario en turno «constatar la fuerza y simpatía de los aspirantes». A partir de la ambigüedad presidencial se lograba manter la «subordinación y estabilidad general del sistema». Los aspirantes también debían cumplir dos reglas para seguir en la competencia: mantenerse leales al presidente y no expresar sus aspiraciones.[11]
- «El destape»: la revelación del nombre implicaba el inicio del «proceso de ascenso al poder» del candidato y su grupo cercano, los que más tarde podrían ser aspirantes de los siguientes comicios. Anunciado como la culminación de consultas a las bases, el «destape» ocurría cuando un «ministro por parte de uno de los sectores del PRI» anunciaba su apoyo a una candidatura a la que se sumaban otros sectores. También podía ocurrir que los tres sectores anunciaran al mismo tiempo su respaldo a un candidato. Era, sin embargo, solamente la «vía formal» que ratificaba la «vía real», la decisión del presidente.[12]
- «La nominación»: conocido el nombre todos los priistas respaldaban al elegido y se «producía un gran despliegue propagandístico». Por su parte, el candidato construía su equipo de colaboradores cercanos y les asignaba posiciones clave en la campaña.[13]
- «La campaña»: sin que significara un «mecanismo para persuadir electores», la campaña cumplía la función de «vehículo por el cual el sistema político se reconstituía y estabilizaba» por rituales y simbolismos.[14]
- «Jornada electoral»
- «Toma de posesión»

## Análisis
En palabras de Vogt y Abel, el tapadismo aportaba al proceso político una «aura de misterio casi religiosa». Además citan a Hodara y su planteamiento de que satisfacía «los requisitos (personales y colectivos) de un marco cultural fundamentalmente mágico y constituye, al mismo tiempo, un rite de passage entre las instituciones políticas tradicionales y modernas». Por su parte, Ross señala que el «verdadero tapado» se percataba en el proceso de «quiénes son sus gentes leales, merecedores del reconocimiento y el premio». En suma, el tapadismo era para los políticos un «juego de adivinanzas difícil y cargado de significado» que puede representar para ellos un rápido avance político o la caída en un «olvido prácticamente total».
Al respecto, Cosío Villegas señaló que para los aspirantes el tapadismo les impedía formarse una fuente de poder a partir de su ingreso en el gabinete presidencial, «de modo que el Verdadero Tapado resulta siempre un Don Nadie políticamente hablando», por lo que cobra importancia la campaña electoral con la que se le da una personalidad y su propia fuente de poder. Para Woldenberg la «capacidad de designación del sucesor fue una de las construcciones de la postrevolución» y dejó atrás la necesidad de alzamientos, asonadas y golpes de fuerza para definir a los presidentes. Fue, por tanto, el resultado de la civilización de las «huestes armadas» de la Revolución mexicana. No obstante, se desarrolló en el marco de un periodo de la historia mexicana del «partido casi único» y se sustentaba en tal partido hegemónico, en una presidencia «con poderes constitucionales y metaconstitucionales» y normas e instituciones electorales fundadas por el propio Estado.